# Túnel Incahuasi
El Túnel Incahuasi es un túnel vehicular de Bolivia. Es el segundo túnel más largo de Bolivia con 1.260 metros de longitud. La estructura forma parte de la Diagonal Jaime Mendoza, específicamente de la Ruta 6, y fue construida con financiamiento entre la gobernación del departamento de Chuquisaca y el gobierno de Bolivia, a través de la Administradora Boliviana de Carreteras (ABC), y con financiamiento externo como el de la Corporación Andina de Fomento. Su nombre se debe a la serranía del Incahuasi, que divide a las provincias bolivianas de Luis Calvo y Cordillera, en los departamentos de Chuquisaca y Santa Cruz respectivamente. El túnel fue inaugurado el 28 de enero de 2025.

## Avances
Al año 2018, el túnel llevaba 945 metros excavados por la empresa argentina José Cartellone, con la que luego se rescindió contrato debido a problemas de la empresa.
Desde 2019 está siendo construido por la estatal Empresa Estratégica Boliviana de Construcción y Conservación de Infraestructura Civil (EBC). En junio de 2022 el ministro de Obras Públicas, Servicios y Vivienda anunció la licitación para la supervisión de la obra que había sido paralizada. A marzo de 2023 la obra del túnel se adjudicó a la empresa Contratos Mineros e Inversiones SAC Sucursal Bolivia. En diciembre de 2023, la perforación fue concluida, luego de ocho años de iniciado el proyecto. En 2024 comenzaron con las obras de electrificación, pavimentación, drenaje y ventilaciones del túnel.